# 霍尔斯塔德
霍尔斯塔德（Halstad），美国明尼苏达州诺曼县的一个城市，位于该县西部。总人口597（2010年美国人口普查）。